# Чивита (Козенца)
Чивита је насеље у Италији у округу Козенца, региону Калабрија.
Према процени из 2011. у насељу је живело 903 становника. Насеље се налази на надморској висини од 426 м. Чивита је основана између 1467. и 1471. године од стране албанских избеглица, који су бежећи од Османлија побегли у Италију и настанили се на рушевинама старог насеља које је било уништено у пожару 1040. године.

## Становништво
Према резултатима пописа становништва 2011. у општини је живело 956 становника.
| 1951. | 1961. | 1971. | 1981. | 1991. | 2001. | 2011. |
| ----- | ----- | ----- | ----- | ----- | ----- | ----- |
| 2.051 | 1.899 | 1.600 | 1.499 | 1.291 | 1.125 | 956   |